# Nias Utara
Nias Utara ist ein indonesischer Regierungsbezirk (Kabupaten) auf der Insel Nias in der indonesischen Provinz Sumatra Utara. Mitte 2023 leben hier 153.178 Menschen (76.269 Männer = 49,79 % und 76.909 Frauen = 50,21 %) auf 1.238,06 Quadratkilometern (also 123,7 Personen pro Quadratkilometer). Der Regierungssitz des Kabupaten Nias ist die Stadt Lotu. Mit dem Gesetz Nr. 45 wurde Nias Utara im November 2008 durch Ausgliederung von elf Kecamatan (die seit dieser Zeit unverändert bestehen) aus dem „Mutterbezirk“ Nias gebildet.

## Geographie
Nias Utara liegt im Norden der Insel Nias, die westlich von Sumatra im Indischen Ozean liegt. Der Regierungsbezirk Nias Utara erstreckt sich zwischen 1°03′ und 1°33′ n. Br. sowie zwischen 97°00′ und 99°00′ ö. L. und grenzt im Süden an die Regierungsbezirke Nias Barat und Nias, zudem grenzt er an die autonome Stadt Kota Gunungsitoli. Im Westen, Norden und Nordosten bildet der Indische Ozean eine natürliche Grenze. Neben der Hauptinsel Nias gehören noch 15 kleinere Inseln zum Regierungsbezirk, davon liegen 10 im Kecamatan Lahewa und 4 in Afalu.
Die Oberfläche des Bezirks liegt zwischen Meereshöhe und 478 Metern Höhe. In Nias Utara herrscht, wie in ganz Indonesien tropisches Regenwaldklima (feuchttropisches Klima), es gibt eine trockene Jahreszeit und die Regenzeit. Im Jahr 2020 lag die Durchschnittstemperatur bei 26,8 °C, bei einem Minimum von 20,5 Grad im Mai und einem Maximum von 35,6 °C im März. Die Feuchtigkeit lag zwischen 48 % im Februar und 100 Prozent in sieben Monaten, bei einem Jahresdurchschnitt von 88,2 %.
Im Februar 2020 gab es die wenigsten Niederschläge, 124 mm an 14 Regentagen, im September die dreifache Menge (382 mman 18 Tagen), im November 2020 hat es nur einen Tag nicht geregnet. Am häufigsten schien die Sonne im Februar 2020 (74 %), während die Sonnenscheindauer im November und Dezember 2020 mit 40 % am geringsten war – Jahresdurchschnitt: 52 %.

## Verwaltungsgliederung
Administrativ unterteilt sich Nias Utara in elf Distrikte (indonesisch Kecamatan) mit 113 Dörfern (indonesisch Desa), von denen nur Pasar Lahewa (Ende 2022: 2.891 Einw.) als Kelurahan städtischen Charakter besitzt.
| Code 1   | Kecamatan Distrikt | Ibu Kota Verwaltungssitz | Fläche (km²) | Einw. 2010 2 | Volkszählung 2020 | Volkszählung 2020 | Volkszählung 2020 | Anzahl der Desa 6 |
| Code 1   | Kecamatan Distrikt | Ibu Kota Verwaltungssitz | Fläche (km²) | Einw. 2010 2 | Einw. 3           | 0Dichte 40        | Sex Ratio 5       | Anzahl der Desa 6 |
| -------- | ------------------ | ------------------------ | ------------ | ------------ | ----------------- | ----------------- | ----------------- | ----------------- |
| 12.24.01 | Lotu               | Hilidundra               | 115,98       | 11.139       | 13.614            | 117,4             | 100,24            | 13                |
| 12.24.02 | Sawo               | Sawo                     | 67,79        | 9.604        | 11.071            | 163,3             | 96,40             | 10                |
| 12.24.03 | Tuhemberua         | Silimabanua              | 48,59        | 10.377       | 13.044            | 268,5             | 99,18             | 8                 |
| 12.24.04 | Sitolu Ori         | Hilisaloo                | 76,29        | 11.409       | 13.447            | 176,3             | 100,85            | 6                 |
| 12.24.05 | Namohalu Esiwa     | Namohalu                 | 120,54       | 12.158       | 14.838            | 123,1             | 99,14             | 11                |
| 12.24.06 | Alasa Talu Muzoi00 | Hilimbowo Kare           | 76,39        | 6.495        | 7.071             | 92,6              | 99,97             | 6                 |
| 12.24.07 | Alasa              | Ombolato Alasa           | 197,55       | 18.939       | 20.836            | 105,5             | 99,62             | 14                |
| 12.24.08 | Tugala Oyo         | Desa Teolo               | 84,18        | 6.094        | 6.873             | 81,6              | 98,30             | 8                 |
| 12.24.09 | Afulu              | Afulu                    | 150,95       | 10.492       | 11.771            | 78,0              | 96,94             | 9                 |
| 12.24.10 | Lahewa             | Pasar Lahewa(e)00        | 175,22       | 20.674       | 24.485            | 139,7             | 97,57             | 20/1              |
| 12.24.11 | Lahewa Timur       | Lukhulase                | 128,66       | 9.863        | 10.224            | 79,5              | 99,80             | 7                 |
| 12.24    | Kab. Nias Utara    | Kab. Nias Utara          | 1.242,14     | 127.244      | 147.274           | 118,6             | 98,86             | 112/1             |

## Demographie
Zur siebten Volkszählung im September 2020 (indonesisch Sensus Penduduk – SP2020) lebten in Nias Utara 147.274 Menschen, davon 74.058 Frauen (50,29 %) und 73.216 Männer (49,71 %). Gegenüber dem letzten Zensus (2010) sank der Frauenanteil um 0,15 % (64.183 Frauen ÷ 63.061 Männer).
2020 war die Mehrheit der Einwohner Christen. Der Anteil der Muslime lag bei 5,03 Prozent, deren höchster Anteil betrug 27,76 Prozent im Kec. Sawo. Die 146.489 Protestanten verfügten über 461 Kirchen (davon 72 in Alasa und 67 in Tuhumberua), die 19.728 Katholiken über 119 Kirchen (im Kec. Namohalu Esiwa gab es 29 davon). Es gab 34 Moscheen. In vier Kecamatan gab es nur Christen: Tugala Oyo, Alasa Talua Muzoi, Namohalu Esiwa und Sitolu Ori.

### Soziale Daten 2020
| Merkmal                                                            | Kabupaten | 0Provinz Sumatra Utara0 |
| ------------------------------------------------------------------ | --------- | ----------------------- |
| Bev. unterh. der Armutsgrenze (Tsd.)0                              | 34,75     | 1.283,29                |
| Anteil der „armen Bevölkerung“ (indonesisch Penduduk miskin) (%)00 | 025,07    | 08,75                   |
| Arbeitslosenrate (%)                                               | 04,54     | 006,91                  |
| Lebenserwartung (in Jahren)                                        | 69,43     | 069,10                  |
| HDI-Index                                                          | 62,36     | 071,77                  |
| Analphabetenrate (in %, > 15 J.)                                   | 0?        | 000,84                  |
| Abhängigenquotient (%)                                             | 51,21     | 048,32                  |
| Anteil der Altersgruppen                                           | 0Real0    | 0Prozentual0            |
| Kinder (<15 J.)                                                    | 43.9620   | 029,85                  |
| arbeitsfähige Bevölkerung (15–64 J.)                               | 97.3980   | 066,13                  |
| Rentner und Pensionäre (>65 J.)                                    | 05.9140   | 004,02                  |

### Aktuelle Bevölkerungsdaten vom Jahresende 2022
Nachfolgende Tabelle gibt den Einwohnerstand per 31. Dezember 2022 wieder.
| Kecamatan         | Fläche km² | Einwohner gesamt | Männer | Frauen | Dichte Einw. je km² | Sex Ratio (100 M/F) |
| ----------------- | ---------- | ---------------- | ------ | ------ | ------------------- | ------------------- |
| Lotu              | 114,12     | 14.457           | 7.224  | 7.233  | 126,7               | 99,88               |
| Sawo              | 49,47      | 11.649           | 5.748  | 5.901  | 235,5               | 97,41               |
| Tuhemberua        | 53,82      | 13.703           | 6.813  | 6.890  | 254,6               | 98,88               |
| Sitolu Ori        | 63,64      | 13.730           | 6.887  | 6.843  | 215,7               | 100,64              |
| Namohalu Esiwa000 | 121,66     | 15.427           | 7.683  | 7.744  | 126,8               | 99,21               |
| Alasa Talumuzoi   | 75,61      | 7.366            | 3.685  | 3.681  | 97,4                | 100,11              |
| Alasa             | 197,64     | 21.331           | 10.691 | 10.640 | 107,9               | 100,48              |
| Tugala Oyo        | 82,87      | 6.915            | 3.442  | 3.473  | 83,4                | 99,11               |
| Afulu             | 151,00     | 12.388           | 6.147  | 6.241  | 82,0                | 98,49               |
| Lahewa            | 3,98       | 25.216           | 12.460 | 12.756 | 6.335,7             | 97,68               |
| Lahewa Timur      | 129,64     | 10.678           | 5.363  | 5.315  | 82,4                | 100,90              |
| Kab. Nias Utara   | 1.043,45   | 152.860          | 76.143 | 76.717 | 146,5               | 99,25               |